# Csacsince
Csacsince (horvátul: Čačinci) falu és község (općina) Horvátországban Verőce-Drávamente megyében.

## Fekvése
Verőcétől légvonalban 45, közúton 50 km-re délkeletre, Szlavónia középső részén, a Drávamenti-síkság szélén, a Szalatnokról Raholcára menő D2-es számú főút mentén, a Krajna-patak partján fekszik. Áthalad rajta a Zágrábból Eszékre menő vasútvonal. A község déli részére benyúlnak a Papuk-hegység északi nyúlványai.

## A község települései
A községhez Brezovljani Vojlovički, Bukvik, Csacsince, Darnóc, Humljani, Krajna, Krasković, Paušinci, Prekoračani, Pušina, Rajino Polje és Vojlovica települések tartoznak.

## Története
A település a 16.-17. században keletkezett Boszniából érkezett pravoszláv vlachok betelepítésével, akik a környező földeket művelték meg. Neve a rögöt, kiszáradt sarat jelentő „čačak” főnévből származik és az itteni rögös talajra utal. A térség többi településével együtt 1684-ben szabadult fel a török uralom alól. A lakosság részben helyben maradt. 1698-ban „Czachinczy” néven 11 családdal szerepel Szlavónia felszabadított településeinek összeírásában. A felszabadítás után előbb kamarai birtok volt, majd 1722-ben III. Károly király a környező falvakkal együtt gróf Cordua d' Alagon Gáspár császári tábornoknak adományozta. 1730-ban Pejácsevich Antal, Miklós és Márk vásárolták meg tőle, majd 1742-ben a raholcai uradalommal együtt a Mihalovics családnak adták el. Ezután a 19. század végéig a Mihalovicsoké volt.
Az első katonai felmérés térképén „Dorf Csacsincze” néven találjuk. Lipszky János 1808-ban Budán kiadott repertóriumában „Csacsincze” néven szerepel. Nagy Lajos 1829-ben kiadott művében „Csacsincze” néven 52 házzal, 18 katolikus és 290 ortodox vallású lakossal találjuk.
1857-ben 240, 1910-ben 1022 lakosa volt. 1910-ben a népszámlálás adatai szerint lakosságának 31%-a német, 27%-a szerb, 23%-a horvát, 12%-a magyar, 5%-a szlovák anyanyelvű volt. Verőce vármegye Nekcsei járásának része volt. Az első világháború után 1918-ban az új szerb-horvát-szlovén állam, majd később (1929-ben) Jugoszlávia része lett. 1991-ben lakosságának 81%-a horvát, 11%-a szerb nemzetiségű volt. 2011-ben 2110 lakosa volt.

## Lakossága
| Lakosság változása | Lakosság változása | Lakosság változása | Lakosság változása | Lakosság változása | Lakosság változása | Lakosság változása | Lakosság változása | Lakosság változása | Lakosság változása | Lakosság változása | Lakosság változása | Lakosság változása | Lakosság változása | Lakosság változása | Lakosság változása |
| ------------------ | ------------------ | ------------------ | ------------------ | ------------------ | ------------------ | ------------------ | ------------------ | ------------------ | ------------------ | ------------------ | ------------------ | ------------------ | ------------------ | ------------------ | ------------------ |
| 1857               | 1869               | 1880               | 1890               | 1900               | 1910               | 1921               | 1931               | 1948               | 1953               | 1961               | 1971               | 1981               | 1991               | 2001               | 2011               |
| 240                | 302                | 320                | 399                | 412                | 1.022              | 1.303              | 2.240              | 2.543              | 2.688              | 2.656              | 2.767              | 2.667              | 2.617              | 2.349              | 2.110              |

## Nevezetességei
A Szentháromság tiszteletére szentelt római katolikus plébániatemploma.

## Gazdaság
A településen mintegy tíz gazdasági vállalkozás működik, melyek közül a legismertebb a Pan Parket d.o.o. parkettagyártó és forgalmazó vállalat. A mezőgazdasági termények közül a búza, a kukorica, a szója a jellemző, de vannak kisebb mogyoró és szőlőültetvények is. Régóta jelen van a régióban a méhészet. A turizmus fejlődéséhez kedvező feltételeket biztosítanak a gazdag vadállománnyal rendelkező kiterjedt vadászterületek, a Voljovica és mellékvizei, a szőlők és az erdővel borított hegyek. Különösen a Papuk természetvédelmi park és a Jankovac parkerdő.

## Kultúra
A község kulturális és művészeti egyesületét a KUD Čačincit 2006. március 7-én alapították. Jelenleg négy szekciója működik: folklórcsoport, tamburazenekar, hagyományőrző csoport és színjátszó csoport.

## Oktatás
A település iskolája Antun Gustav Matoš költő, író és esszéista nevét viseli.

## Sport
- Az NK Mladost Čačinci labdarúgóklubot 1929-ben alapították. A megyei első ligában szerepel. Különböző korcsoportokban mintegy 150 igazolt játékossal rendelkezik.
- A KK Mladost Čačinci kosárlabdaklubot 1981-ben alapították.
- ŠRK “Klen” Čačinci sporthorgászklubot 1976-ban alapították, mintegy 70 tagot számlál.

## Egyesületek
- A DVD Čačinci önkéntes tűzoltóegyletet 1928-ban alapították.
- A helyi nyugdíjasklub 2001-ben alakult.
- A Fazan vadásztársaságot 1948-ban alapították.